# Plectus longicaudatus
Plectus longicaudatus är en rundmaskart. Plectus longicaudatus ingår i släktet Plectus och familjen Plectidae. Arten är reproducerande i Sverige. Inga underarter finns listade i Catalogue of Life.